# 豊島陽蔵

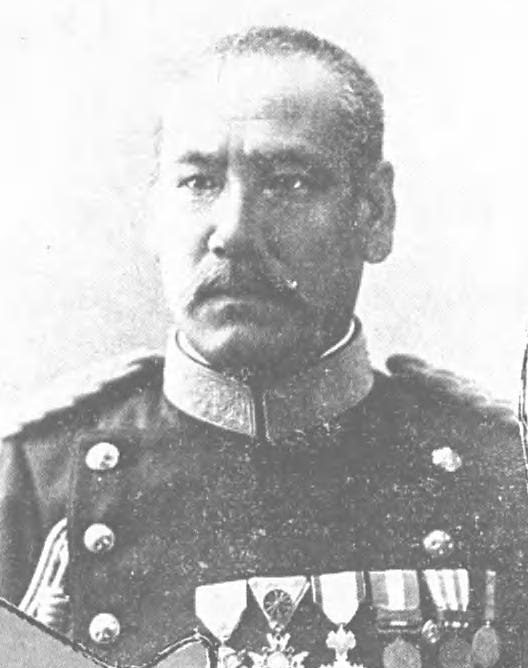
豊島陽蔵

豊島 陽蔵（てしま ようぞう、嘉永5年9月3日（1852年10月15日） - 大正11年（1922年）2月9日）は、日本の陸軍軍人、政治家。最終階級は陸軍中将。広島市長。広島県平民。

## 経歴
安芸国矢賀（現在の広島市東区）出身。豊島文礼の二男。
明治8年（1875年）2月、陸軍兵学寮に入り、同年12月、陸軍士官学校に入学。明治10年（1877年）4月、陸軍教導団付・見習士官となり、同年11月、陸士に帰校。明治12年（1879年）2月、砲兵少尉に任官し、同年12月、陸士（旧2期）砲兵科を卒業した。
明治13年（1880年）5月、大阪鎮台野戦砲兵第2大隊付となり、教導団教官、要塞砲兵幹部練習所練習員を経て、明治23年（1890年）5月、砲兵少佐に昇進し要塞砲兵第1連隊大隊長となる。その後、砲兵第2方面副提理、要塞砲兵幹部練習所長を歴任。明治27年（1894年）11月から翌年11月まで日清戦争に出征し、この間、臨時徒歩砲兵連隊長、東京湾要塞保塁団司令官を務めた。
明治28年（1895年）11月、砲兵会議審査官に就任、陸軍要塞砲兵射撃学校長に異動し明治30年（1897年）10月、砲兵大佐に進級した。明治32年（1899年）10月、東京湾要塞砲兵連隊長に発令され、明治35年（1902年）5月、陸軍少将に昇進し要塞砲兵監に就任。翌年1月、野戦砲兵監を兼務した。
明治37年（1904年）5月、攻城砲兵司令官兼第3軍砲兵部長に発令され日露戦争に明治38年（1905年）6月まで出征。旅順攻囲戦では第3軍の全砲兵を指揮した。明治38年（1905年）1月、独立重砲兵旅団長に転じ奉天会戦に参戦した。
明治39年（1906年）2月、要塞砲兵監に就任、重砲兵監に異動し、明治41年（1908年）12月、陸軍中将に進んだ。大正元年（1912年）9月に待命となり、翌年9月に休職。1914年（大正3年）1月7日、予備役となる。1915年（大正4年）4月1日に後備役となり、1919年（大正8年）4月1日に退役した。
大正3年（1914年）1月29日広島市長に就任、同年4月2日退任。

## 栄典・授章・授賞
位階
- 1891年（明治24年）12月28日 - 従六位[7]
- 1895年（明治28年）3月28日 - 正六位[8]
- 1897年（明治30年）10月30日 - 従五位[9]
- 1902年（明治35年）9月20日 - 正五位[10]
- 1907年（明治40年）10月11日 - 従四位[11]
- 1912年（大正元年）11月20日 - 正四位[12]
- 1914年（大正3年）1月30日 - 従三位[13]

勲章等
- 1892年（明治25年）5月28日 - 勲六等瑞宝章[14]
- 1895年（明治28年）
  - 9月20日 - 単光旭日章・功四級金鵄勲章[15]
  - 11月18日 - 明治二十七八年従軍記章[16]
- 1896年（明治29年）11月25日 - 勲五等瑞宝章[17]
- 1902年（明治35年）5月31日 - 勲四等瑞宝章[18]
- 1904年（明治37年）11月29日 - 勲三等瑞宝章 [19]
- 1906年（明治39年）4月1日 - 功二級金鵄勲章、勲二等旭日重光章、明治三十七八年従軍記章[20]

## 家族・親族

### 豊島家
（広島県安芸郡矢賀村（現在の広島市東区））
- 父・文禮[1]（広島県平民[1]）
- 妻・フミ[1]（広島県平民[1]、辻濱三郎妹）

安政3年8月生 -　没
- 男・龍[1]

明治8年（1875年）2月生 -　没
- 同妻・不二子（広島県平民、佐々木省吾長女）

明治24年（1891年）2月生 -　没
- 男・哲[1]（広島県平民、林キシの養子になる[1]）

明治14年（1881年）5月生 -　没
- 男・暉[1]（陸軍軍人）

明治18年（1885年）12月生 -　没
- 同妻・文子（三重県士族、酒井康妹）

明治26年（1893年）10月生 -　没
- 男・厚[1]

明治21年（1888年）3月生 -　没
- 男・恂[1]

明治25年（1892年）2月生 -　没
- 男・武[1]

明治31年（1898年）2月生 -　没
- 男・勇[1]

明治33年（1900年）11月生 -　没
- 孫[1]